# جون باتون (سياسي)
جون باتون هو مصرفي وسياسي أمريكي، ولد في 6 يناير 1823، وتوفي في 23 ديسمبر 1897. نشط حزبياً في الحزب الجمهوري. وقد انتخب عضو مجلس النواب الأمريكي.